# Ponte do Pilar
A Ponte do Pilar é uma ponte localizada no bairro do Pilar, no município brasileiro de Ouro Preto, em Minas Gerais. Foi construída em 1757, sobre o córrego do Ouro Preto, antigo Tripuí. Construída por iniciativa do Senado da Câmara de Vila Rica, através de concorrência pública, conforme auto de arrematação datado de 31 de dezembro de 1756. Esta ponte veio substituir uma antiga em madeira. Trata-se de uma ponte de cantaria de pedra, com arco único abatido e dois muros parapeitos que servem de banqueta. Por um lado, é arrematado por duas pinhas torcidas e, do outro, por cruz central em cantaria, como símbolo da morte do acrotério, e duas pinhas torças nas extremidades.